# Cunha Júnior
Francisco Manoel da Cunha Júnior, mais conhecido como Cunha Júnior (? — 31 de agosto de 1895), foi um advogado, tabelião e político brasileiro. Foi senador pelo Estado do Maranhão de 1890 a 1895.